# Erhard Mutius
Erhard Mutius, Erhard von Mutius, Franz August Boguslav Erhard von Mutius (ur. 19 czerwca 1821 w Poznaniu, zm. 26 grudnia 1880 we Wrocławiu) – niemiecki urzędnik kolejowy.
Syn Wilhelma Franza Ludwiga von Mutiusa (1798–1886) i Marie von Mutius (1801–1872). Pełnił funkcję przewodniczącego Królewskiej Dyrekcji Kolei Wschodniej w Bydgoszczy (Ostbahn-Direktion Bromberg) (1867–1874).